# Marianka Kościelecka
Marianka Kościelecka – nieistniejąca wieś w powiecie częstochowskim, w gminie Rędziny. Położona była nieco na północ od Marianki Rędzińskiej.
W Słowniku geograficznym Królestwa Polskiego z 1895 roku jest opisana (pod nazwą Maryanka kościelecka) jako wieś licząca 25 mieszkańców, należąca do gminy Rędziny oraz parafii Borowno. Została wysiedlona prawdopodobnie w latach 50. XX wieku w związku z rozwojem lotniska Częstochowa-Rudniki.
W gminie Rędziny istnieje obręb ewidencyjny o nazwie Marianka Kościelecka, liczący kilka działek.